# 차이왓 통생
차이왓 통생(태국어: ชัยวัฒน์ ทองแสง, 1989년 4월 18일 ~ )은 태국의 배우이다.

## 출연 작품
- 혼팅 미 (2007)
- 방콕 러브 스토리 (2007)